# 음력 2월 12일
음력 2월 12일은 음력 2월의 12번째 날이다.

## 사건
- 1593년 - 행주대첩 발발.
- 1603년 - 도쿠가와 이에야스, 에도에 에도 막부(江戶幕府) 수립.

## 문화
- 1996년 - 서울 지하철 5호선 마천지선(강동역 ~ 마천역) 개통.

## 탄생
- 1980년 - 대한민국의 배우 조승우.
- 1991년 - 대한민국의 배우 오승윤.
- 1997년 - 대한민국의 배우 강민아.

## 사망
- 2006년 - 대한민국의 코미디언 김형곤.

## 같이 보기
- 음력 360일: 1월 2월 3월 4월 5월 6월 7월 8월 9월 10월 11월 12월
- 전날:2월 11일 다음날:2월 13일 - 전달:1월 12일 다음달:3월 12일
- 양력:2월 12일
- 음력, 윤달